# Gouvães da Serra
Gouvães da Serra é uma povoação portuguesa do Município de Vila Pouca de Aguiar que foi sede da extinta Freguesia de Gouvães da Serra, freguesia que tinha 15,37 km² de área e 133 habitantes (2011) e, por isso, uma densidade populacional de 8,7 hab/km². 
A Freguesia de Gouvães da Serra foi extinta (agregada) pela reorganização administrativa de 2012/2013, tendo o seu território sido integrado na então criada Freguesia do Alvão.
A Freguesia de Gouvães da Serra incluía no seu território os seguintes lugares: Gouvães da Serra, Pinduradouro e Povoação.
Gouvães da Serra situa-se na Serra do Alvão, 10 km a sudoeste da sede do Município.

## População
| Número de habitantes | Número de habitantes | Número de habitantes | Número de habitantes | Número de habitantes | Número de habitantes | Número de habitantes | Número de habitantes | Número de habitantes | Número de habitantes | Número de habitantes | Número de habitantes | Número de habitantes | Número de habitantes | Número de habitantes |
| -------------------- | -------------------- | -------------------- | -------------------- | -------------------- | -------------------- | -------------------- | -------------------- | -------------------- | -------------------- | -------------------- | -------------------- | -------------------- | -------------------- | -------------------- |
| 1864                 | 1878                 | 1890                 | 1900                 | 1911                 | 1920                 | 1930                 | 1940                 | 1950                 | 1960                 | 1970                 | 1981                 | 1991                 | 2001                 | 2011                 |
| 228                  | 236                  | 255                  | 272                  | 280                  | 256                  | 262                  | 277                  | 323                  | 365                  | 319                  | 326                  | 283                  | 227                  | 133                  |

(Obs.: Número de habitantes "residentes", ou seja, que tinham a residência oficial neste concelho à data em que os censos  se realizaram.)
| Distribuição da População por Grupos Etários em 2001 e 2011 | Distribuição da População por Grupos Etários em 2001 e 2011 | Distribuição da População por Grupos Etários em 2001 e 2011 | Distribuição da População por Grupos Etários em 2001 e 2011 | Distribuição da População por Grupos Etários em 2001 e 2011 | Distribuição da População por Grupos Etários em 2001 e 2011 | Distribuição da População por Grupos Etários em 2001 e 2011 | Distribuição da População por Grupos Etários em 2001 e 2011 | Distribuição da População por Grupos Etários em 2001 e 2011 | Distribuição da População por Grupos Etários em 2001 e 2011 |
| ----------------------------------------------------------- | ----------------------------------------------------------- | ----------------------------------------------------------- | ----------------------------------------------------------- | ----------------------------------------------------------- | ----------------------------------------------------------- | ----------------------------------------------------------- | ----------------------------------------------------------- | ----------------------------------------------------------- | ----------------------------------------------------------- |
| Idade                                                       | 0-14                                                        | 15-24                                                       | 25-64                                                       | > 65                                                        |                                                             | 0-14                                                        | 15-24                                                       | 25-64                                                       | > 65                                                        |
| 2001                                                        | 38                                                          | 52                                                          | 93                                                          | 44                                                          |                                                             | 16,7%                                                       | 22,9%                                                       | 41,0%                                                       | 19,4%                                                       |
| 2011                                                        | 11                                                          | 17                                                          | 67                                                          | 38                                                          |                                                             | 8,3%                                                        | 12,8%                                                       | 50,4%                                                       | 28,6%                                                       |